# Mike O’Callaghan-Pat Tillman Memorial Bridge
Die Mike O’Callaghan – Pat Tillman Memorial Bridge, auch bekannt unter dem Namen Hoover Dam Bypass Bridge und Colorado River Bridge, führt den U.S. Highway 93 in einer Höhe von 270 m über den Colorado River, der hier die Grenze zwischen Arizona und Nevada bildet. Die Brücke steht etwa 460 m südlich des Hoover Dam und überragt ihn um 85 m. Die Brücke war bei ihrer Fertigstellung eine der längsten und höchsten Betonbogenbrücken der westlichen Hemisphäre sowie die zweithöchste Brücke Amerikas. Sie gehört immer noch zu den höchsten Brücken der Welt.

## Beschreibung
Die 2010 eröffnete Betonbogenbrücke ist 580 m lang und 26,8 m breit. Sie hat in jeder Fahrtrichtung zwei Fahrspuren und einen Pannenstreifen. Hohe Betonleitwände verhindern jedoch den Blick in die Tiefe. An ihrer nördlichen Seite befindet sich ein Fußgängersteg mit einem Geländer, das einen ungehinderten Blick auf den Hoover Dam und die weitere Umgebung erlaubt. Der Steg ist von der Mike O’Callaghan – Pat Tillman Memorial Bridge Plaza an der Hoover Dam Access Road über einen kurzen Fußweg erreichbar und endet auf der anderen Seite der Brücke.
Der Bogen der Brücke hat eine Stützweite von 323 m und eine Pfeilhöhe von 84 m. Der Bogen besteht aus zwei parallelen Stahlbetonrippen mit gleichbleibendem, 6,1 m breiten und 4,3 m hohen Hohlquerschnitt. Aus aerodynamischen Gründen sind die Ecken der Rippen (und der Pfeiler) abgeflacht; dass damit auch ein eleganteres Aussehen der Brücke verbunden ist, war eine willkommene Nebenwirkung. Die Rippen sind untereinander mit acht stählernen, betonverkleideten Vierendeelträgern verbunden. Die höchsten  Pfeiler über den Widerlagern sind 87,5 m hoch. Während des Baus wurden diese Pfeiler um 47 m erhöht und rückverankert.
Die Bogenrippen wurden im Freivorbau in Betonierabschnitten von 6 bis 7 m erstellt und an ihnen abgespannt. Für die beiden Bögen wurde insgesamt 6900 m³ hochfester Beton verwendet. Eine besondere Herausforderung waren die über 100 km/h starken Winde und die tagsüber bis zu 50 °C erreichenden Temperaturen, welche ein Abbinden des Betons nur über Nacht erlaubten.
Auf den Bögen stehen die aus drei Meter langen Stahlbetonfertigteilen hergestellten Pfeiler, welche am Kopf paarweise mit einer Kappe verbunden sind. Insgesamt wurden 440 Fertigelemente verbaut, die Pfeiler waren bei der Fertigstellung der Brücke die höchsten aus Fertigelementen gebauten Pfeiler der Welt.
Sie tragen einen Stahlverbundüberbau, der aus vier parallelen stählernen Hohlkästen mit darauf gegossener Ortsbetonplatte besteht. Die Hohlkästen wurden in 35 m langen und 50 Tonnen schweren Teilen angeliefert.

## Geschichte
Die Brücke ist Teil des 5,6 km langen Hoover Dam Bypass, mit dem die alte, zweispurige, über die Mauerkrone des Hoover Dams führende US 93 mit mehreren Haarnadelkurven vom Durchgangsverkehr entlastet wurde.
Die Idee einer Umgehungsstraße wurde bereits Ende der 1960er Jahre aufgebracht, doch erst in den Jahren 1998–2001 wurde die Planung der Straße aufgenommen. Der Bau der Brückenzufahrten begann 2003. Bei einer feierlichen Zeremonie wurde die Brücke 2004 von Arizona nach dem ehemaligen Football-Star und wenige Monate zuvor in Afghanistan gefallenen US-Soldaten Pat Tillman und von Nevada nach deren ehemaligem Gouverneur Mike O’Callaghan benannt. Der Bau der Brücke begann im Februar 2005. Die Bauarbeiten erhielten einen Rückschlag, als am 15. September aufgrund starker Winde die Kabelkrananlage einstürzte. Bei dem Unfall wurde niemand verletzt, aber er hatte eine zweijährige Verzögerung der Arbeiten zur Folge, so dass der Fertigstellungstermin von 2008 auf 2010 verschoben wurde. Die Verkehrsfreigabe erfolgte am 19. Oktober 2010.
2012 wurde das Bauprojekt mit dem Outstanding Civil Engineering Achievement Award der American Society of Civil Engineers (ASCE) ausgezeichnet. Bereits während der Bauarbeiten war die Brücke eine Attraktion. Es wurde eigens ein Besucherparkplatz angelegt, von dem aus der Fußsteg der Brücke über einen Serpentinenpfad erreicht werden kann.

## Bilder vom Bau der Brücke

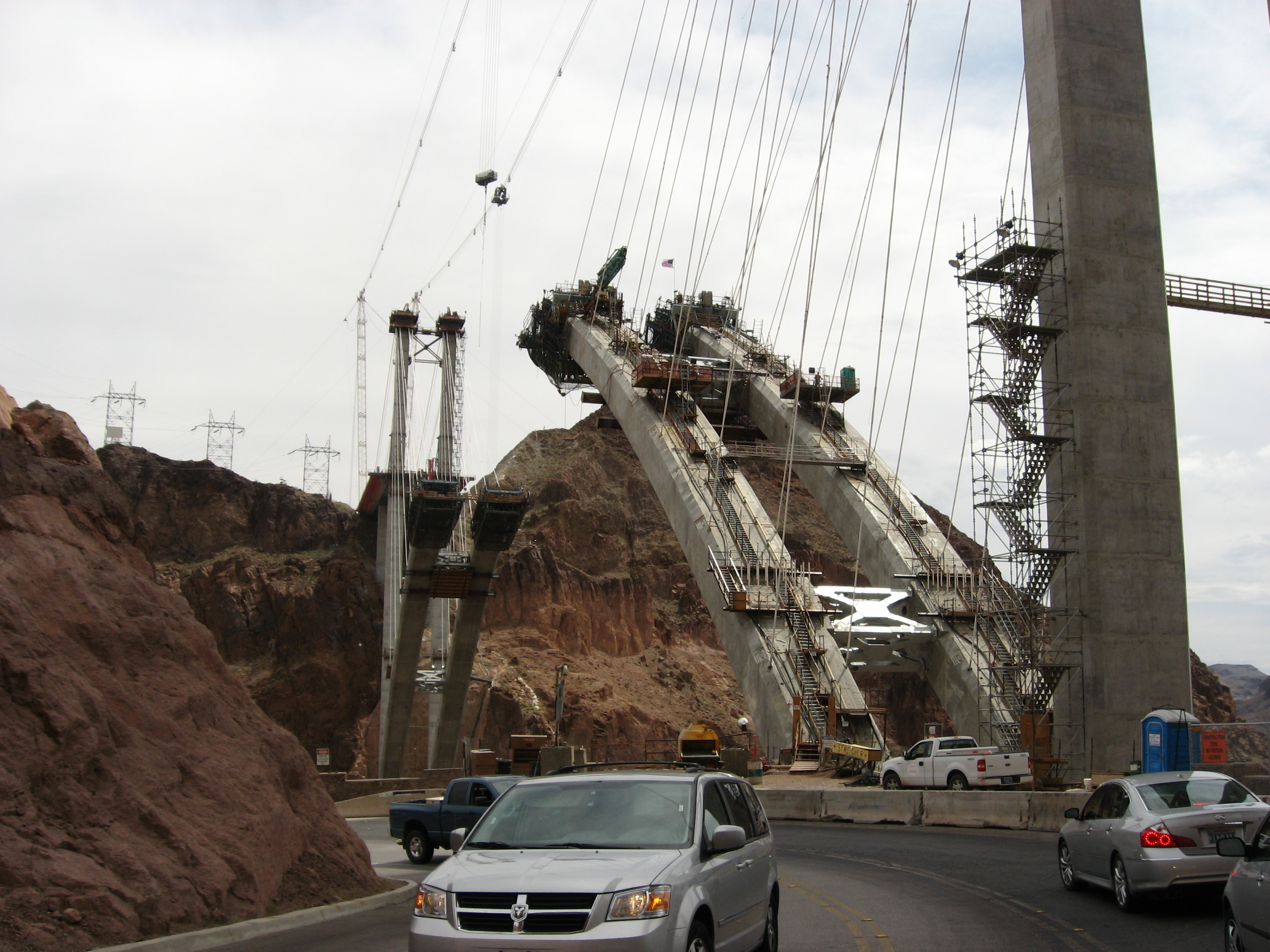
April 2009, erkennbar sind die beiden Bogenrippen mit den dazwischen liegenden Vierendeelträgern
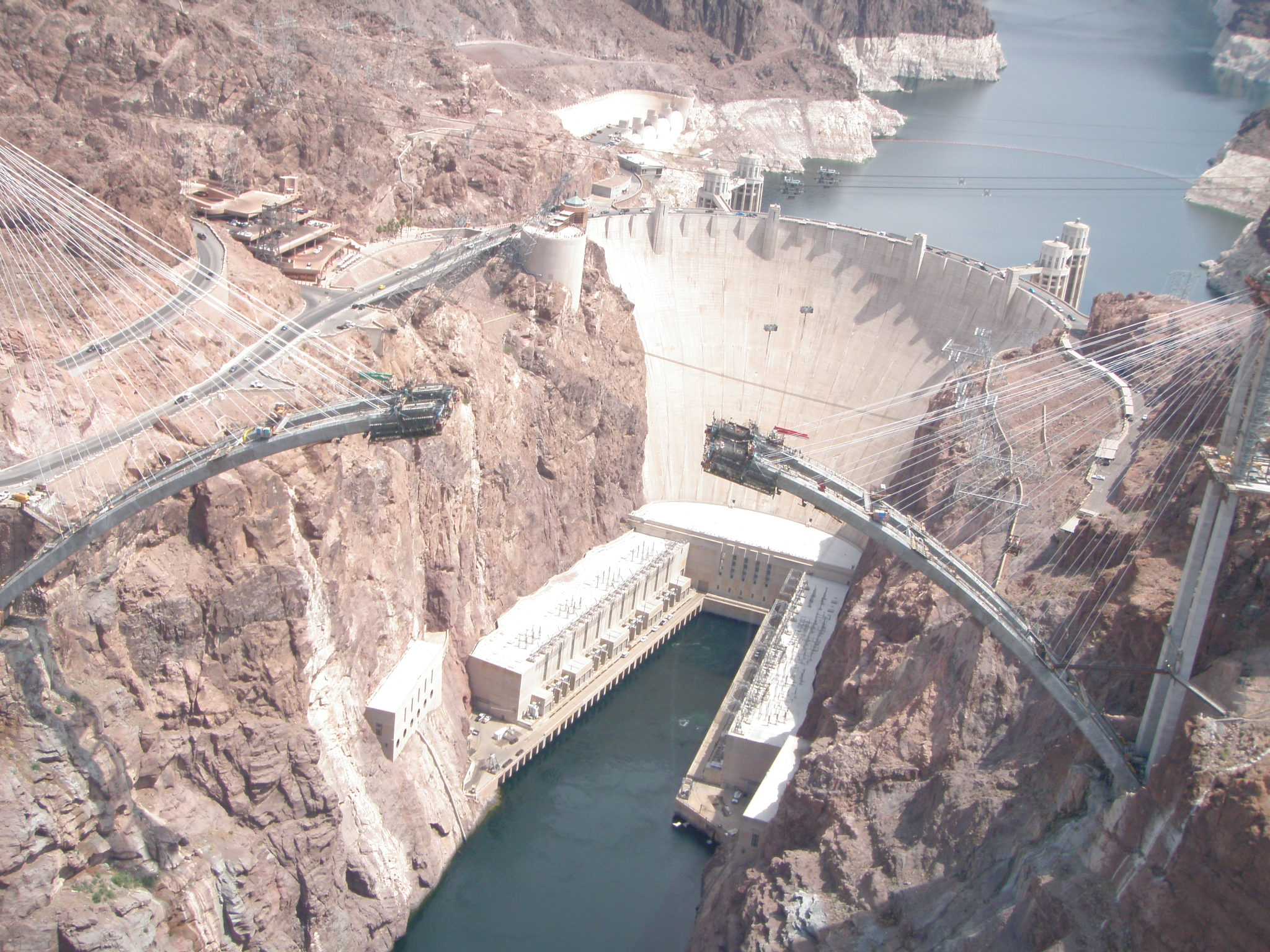
Freivorbau des Brückenbogens im Mai 2009
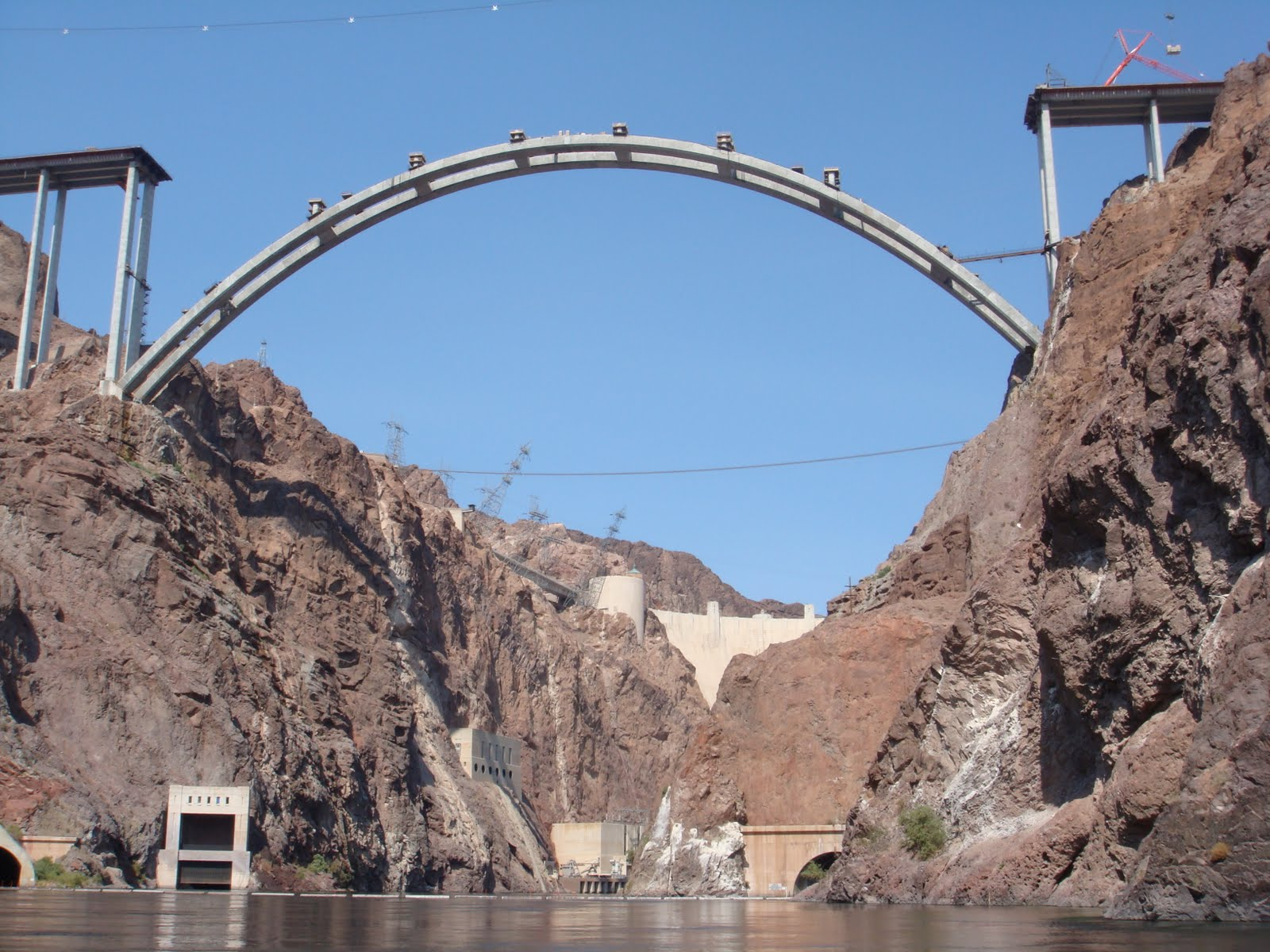
Fertiger Brückenbogen im September 2009
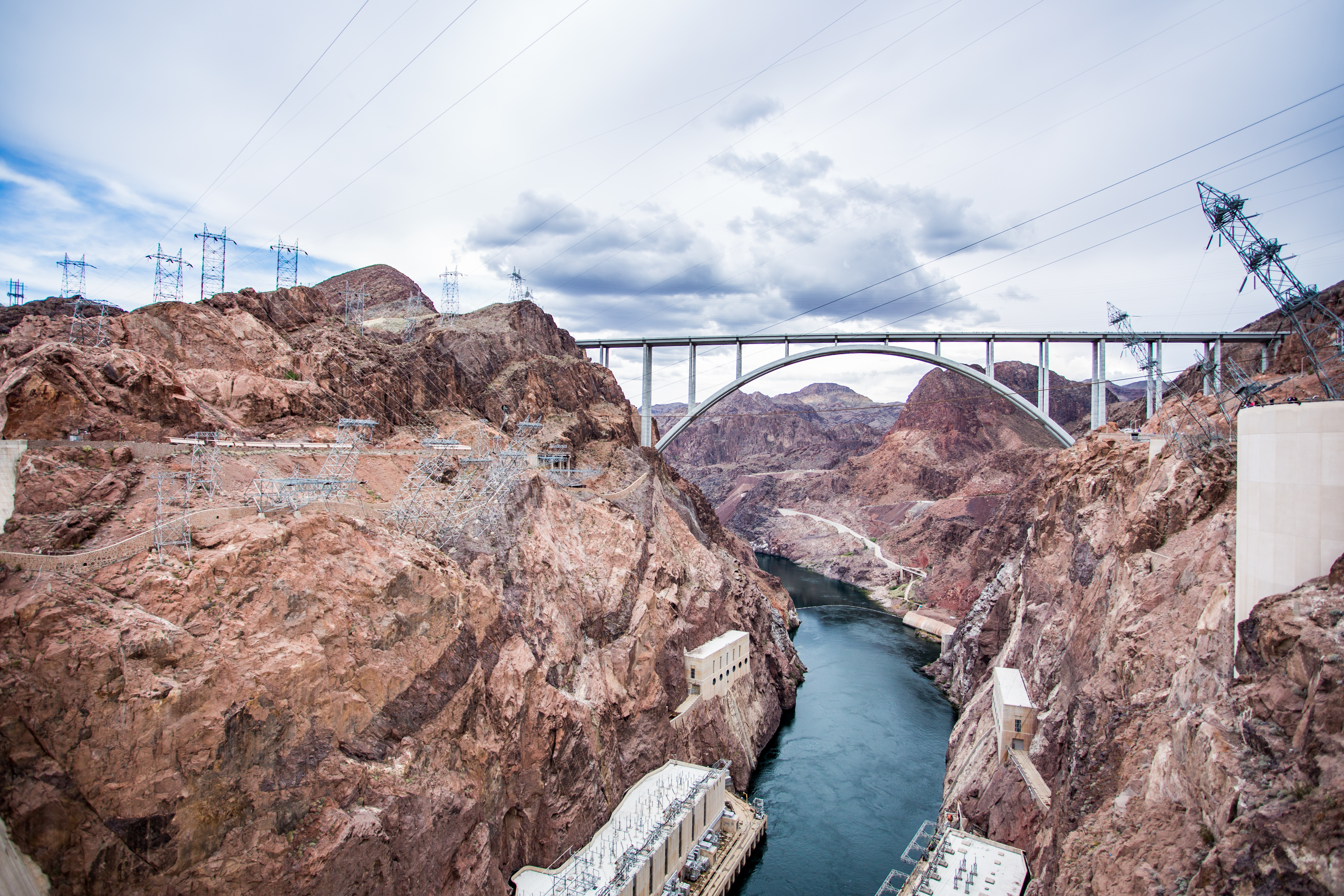
Blick vom Hoover Dam auf die Brücke am 7. Mai 2016